# 健康輪
健康輪（HEALTH）是高雄市輪船公司於2009年採購的柴油驅動渡輪。為了迎接2009年世界運動會淘汰老舊渡輪而購置，以港都輪為藍圖建造，但受建造進度影響，2010年1月22日才與快樂輪一同下水同時首航。主要航行鼓山輪渡站往返旗津輪渡站的交通通勤線，在前鎮線的渡輪歲修時，有時會支援航行前鎮輪渡站往返中洲輪渡站的交通通勤航線。

## 概要

### 引進簡史
在2008年，為了迎接2009年世界運動會的觀光潮，高雄市輪船公司決定淘汰老舊的渡輪，並以嶄新的面貌迎接遊客。為此，購置了四艘新渡輪，其中一艘以中洲一號為藍圖建造，另外三艘則參照港都輪的設計。2008年12月，舉行了船名命名活動，並將以中洲一號為藍圖建造的渡輪命名為平安輪，而以港都輪為藍圖建造的渡輪則分別命名為幸福輪、健康輪與快樂輪。由於建造進度的關係，直到2010年1月22日才與快樂輪一同下水並首航。隨著新渡輪正式投入營運，舊有的中洲一號、中洲二號、港都輪以及小港一號也隨之退役。

### 營運
健康輪主要航行鼓山輪渡站往返旗津輪渡站的交通通勤線，營運初期曾於假日航行真愛碼頭往返旗津輪渡站以及新光碼頭往返旗津輪渡站的觀光航線。

## 規格與構造

### 船體
船體使用鋼製造，總長22.5公尺，模寬6.5公尺，模深2.35公尺，吃水1.5公尺，總噸位100公噸，最高航速9節，船體外觀整體以白色為基底，與一樓甲板同高度外牆畫有水藍色線條，線條以下至水平面間使用綠色塗裝，水面以下使用紅丹漆塗裝，於船頭與船尾二樓甲板護欄外設有紅色船名「健康」二字。

### 客艙
快樂輪一樓甲板主要是提供騎乘摩托車以及腳踏車的乘客搭乘使用，一共可載運51輛，二樓甲板為載客艙，可承載150名乘客。一樓甲板使用木板鋪設，屋頂設有吊環，提供乘客抓握，登船口設置於左舷，中間登船口設有甲板階梯，供乘客上下樓；二樓甲板設有駕駛艙、客艙以及觀景台，客艙地板鋪設白色格子地板貼，座椅使用綠色膠皮排椅，座椅底下配有救生衣，客艙與駕駛艙的隔板設有救生衣衣櫃，於駕駛艙門口旁設有AED，靠近駕駛艙的甲板階梯旁設有靠座區，靠椅以木條製；船尾設有半戶外觀景台，地板以綠色噴砂鋪面鋪設，裝設白色木條長椅，觀景台與客艙隔板設有救生衣衣櫃，屋頂設有吊環，提供乘客抓握。

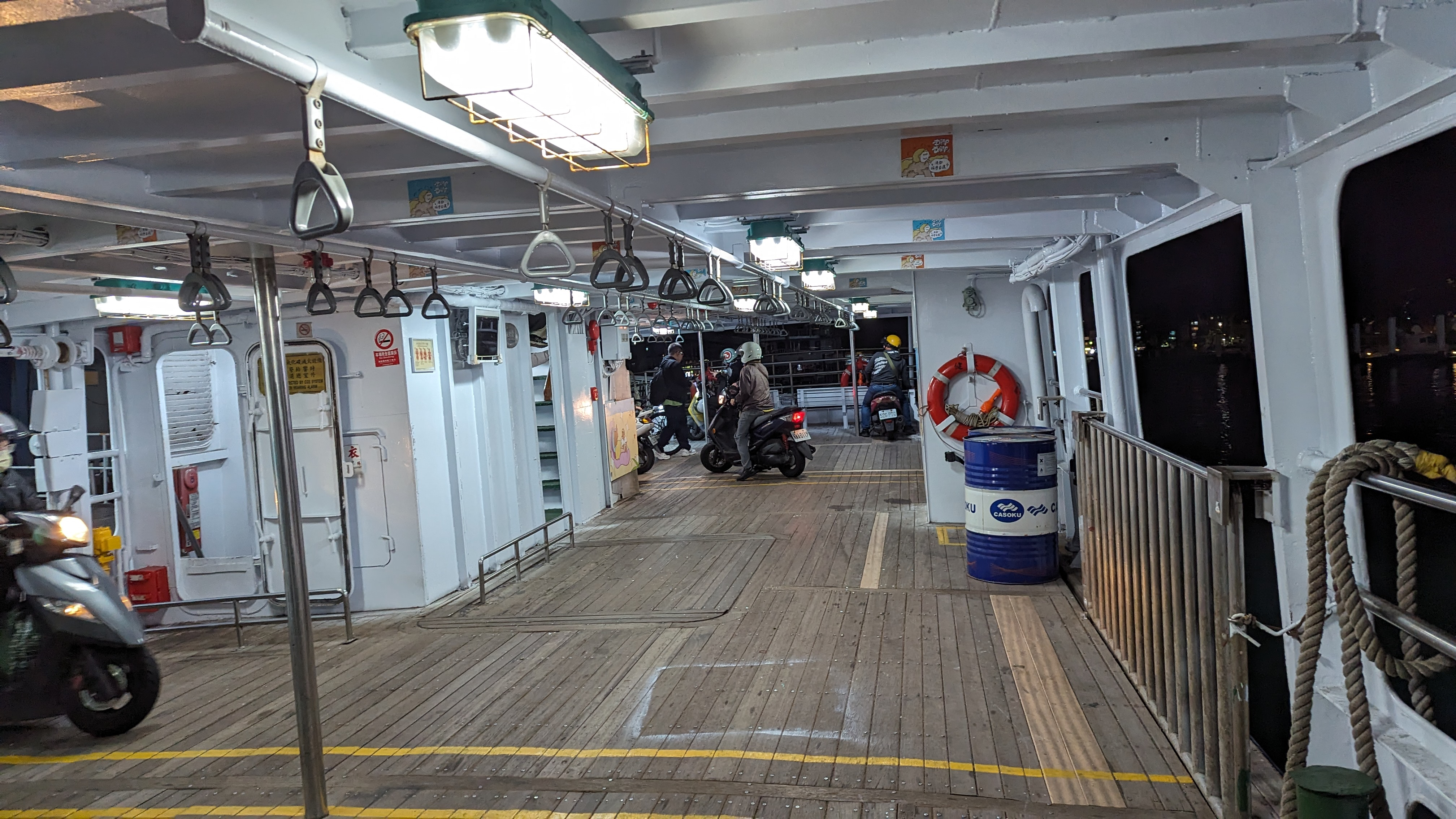
健康輪一樓甲板車輛停放區
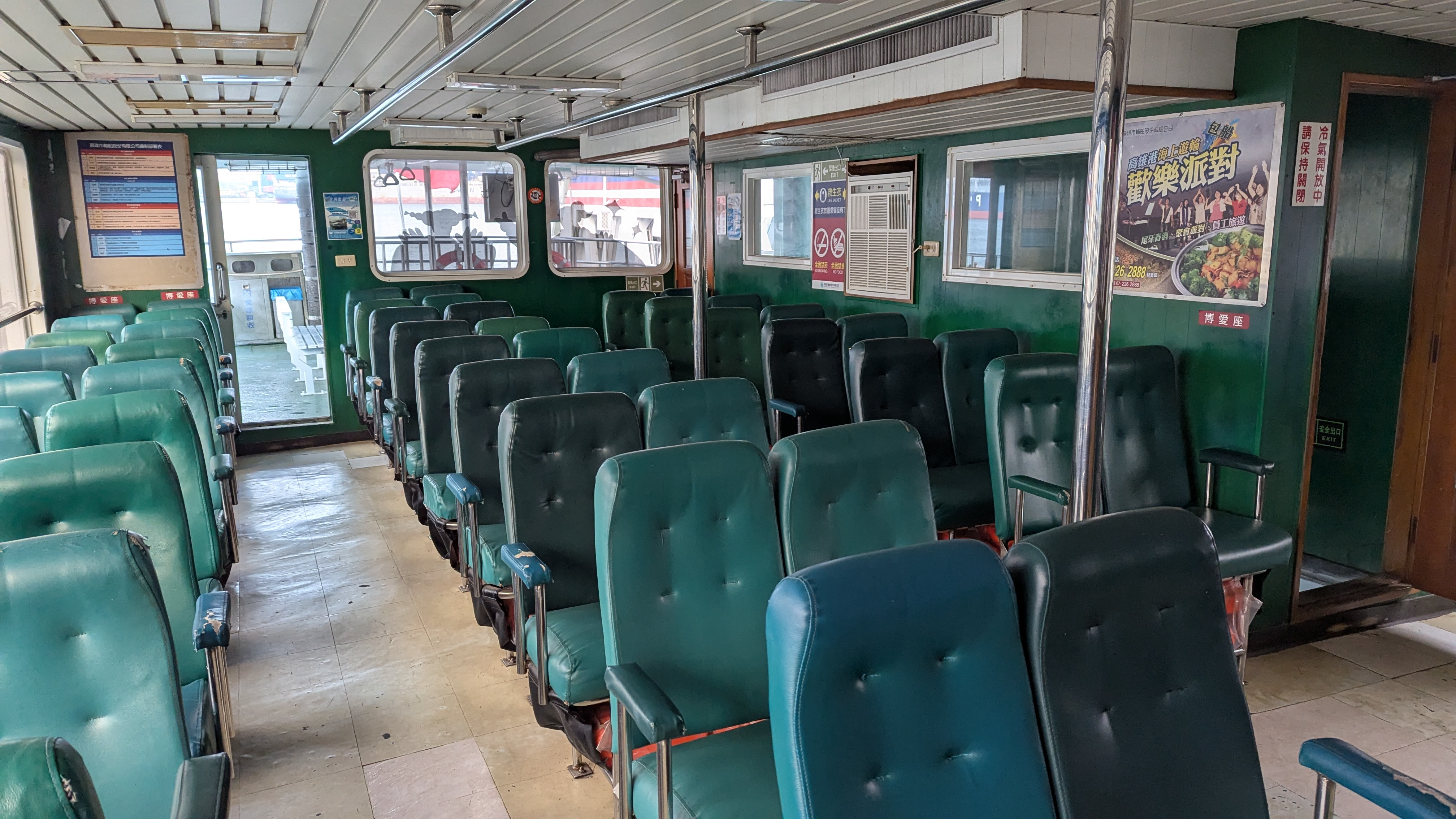
健康輪二樓甲板客艙
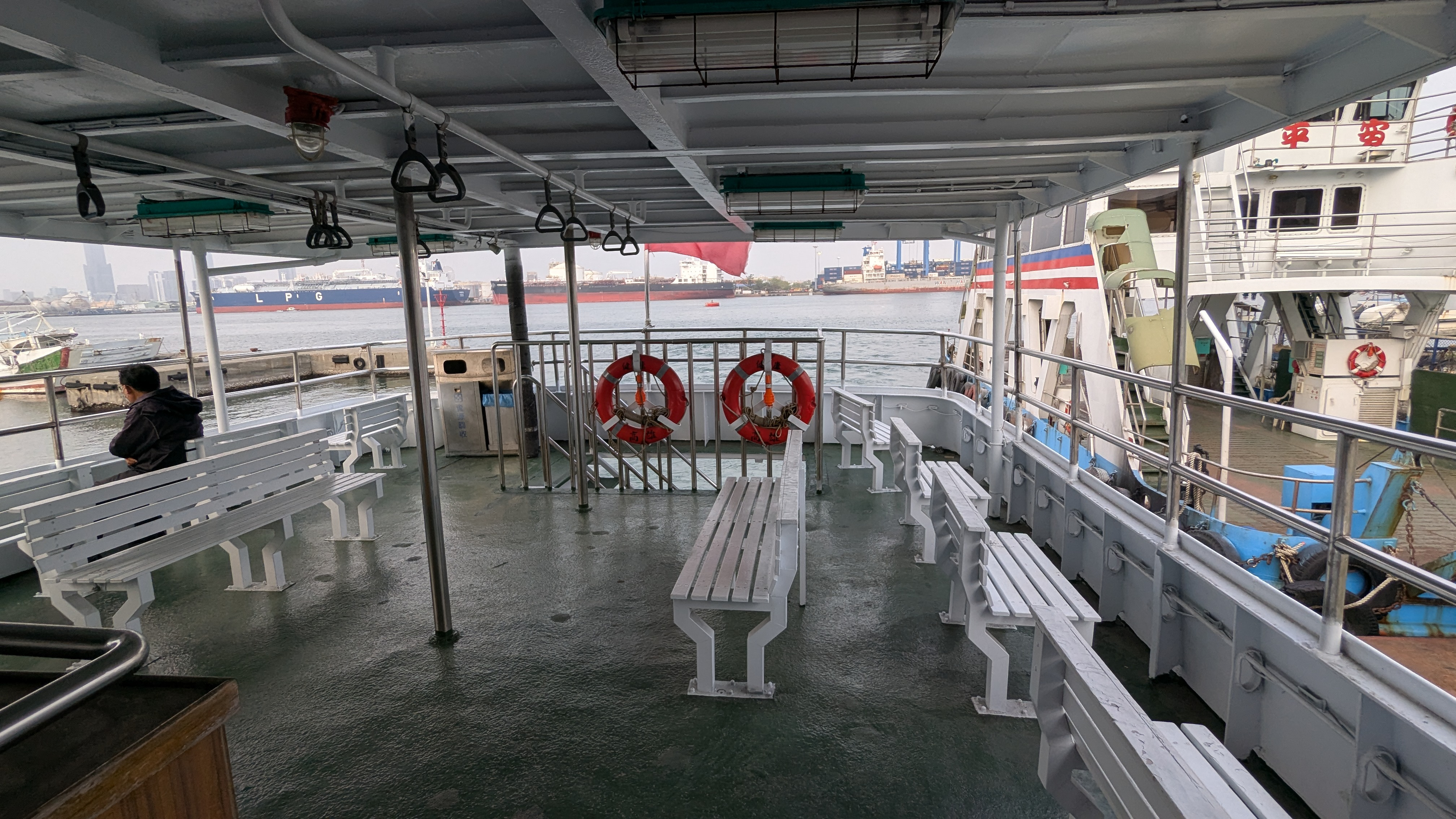
健康輪二樓甲板觀景台
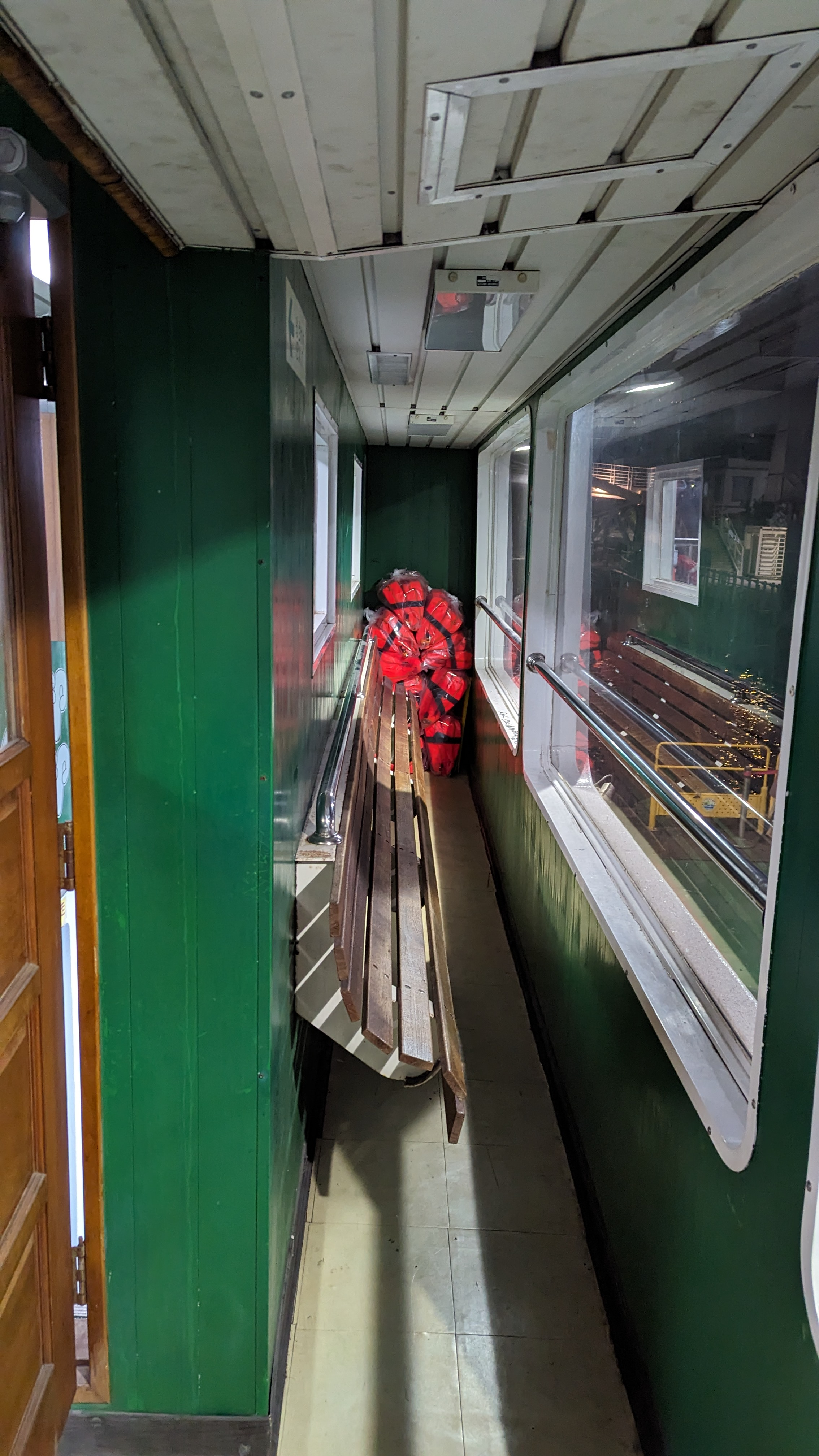
健康輪二樓甲板靠座區
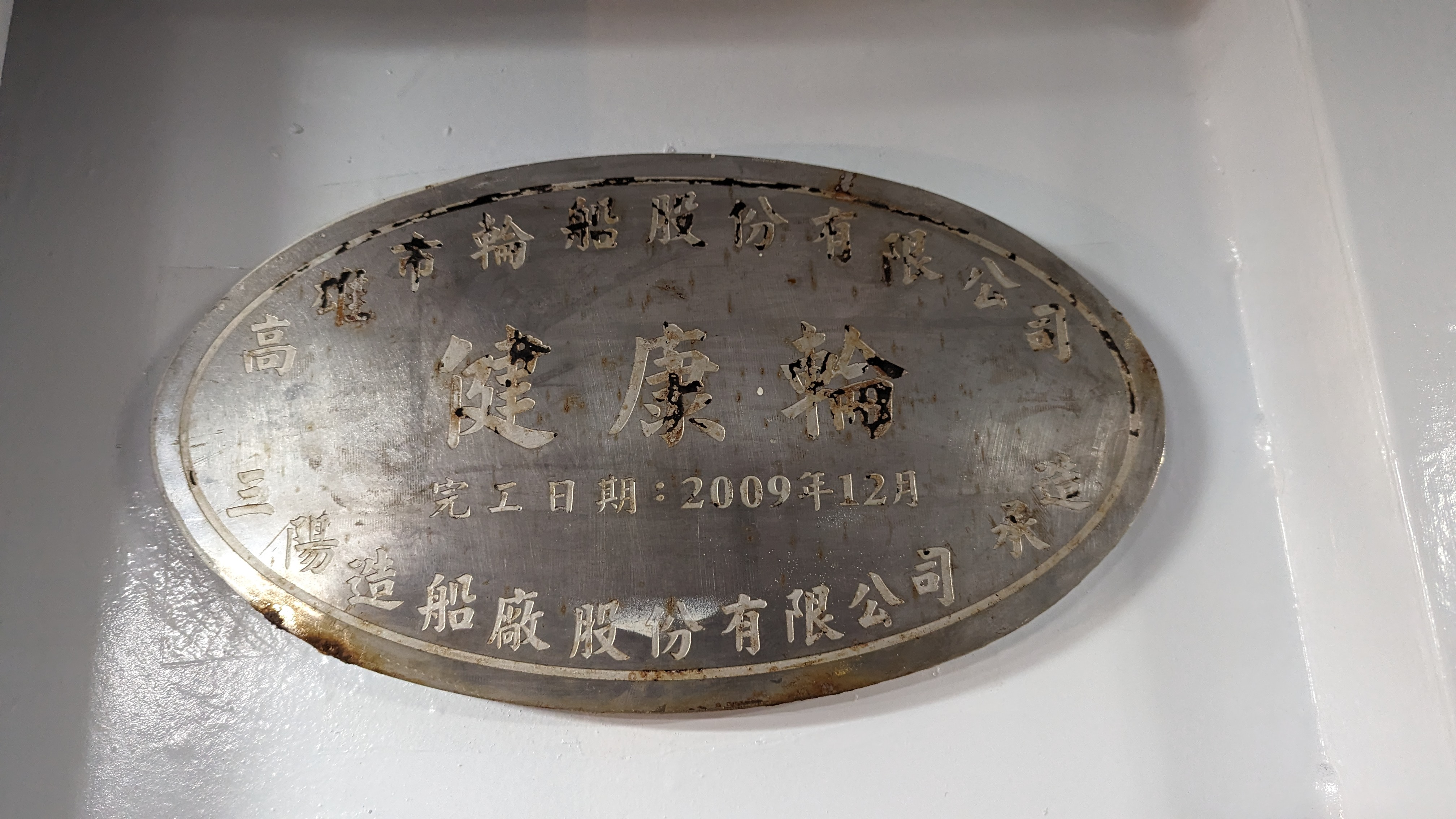
健康輪三陽造船廠銘板

### 甲板階梯改造
2014年，發生乘客因階梯陡峭而滑倒的事故，高雄市輪船公司避免再次發生相同事件，於2015年進行階梯改造，階梯斜度改小於45度角，增加階梯的粗糙度，同時改寬階梯寬度。

## 相關事故
2018年11月10日上午9時，於高雄市鼓山輪渡站旁發生舵機故障，造成渡輪航道被阻塞。船公司隨即派遣空船幸福輪進行拖船救援，但由於角度問題，健康輪未能順利停入船躉。此時，一艘載著70多名乘客的旗鼓二號正從旗津方向緩緩駛來。幸福輪船長立即向旗鼓二號船長求助。隨後，旗鼓二號船長未經乘客通知，決定利用船身碰撞的方式，將健康輪推向岸邊。經過數次猛烈撞擊後，健康輪終於成功停靠於船躉。造成旗鼓二號上的乘客驚嚇，並且由於劇烈搖晃，部分機車傾倒。
2025年8月17日上午10時20分，本輪執行中洲航線任務，於準備停靠中洲輪渡站時，右舷遭一艘漁船擦撞，導致欄杆受損。經檢修確認船體結構未受影響，仍可安全營運；惟考量旅客觀感，於翌日中午改由其他渡輪代為行駛。